# Ptyonoprogne concolor
Ptyonoprogne concolor е вид птица от семейство Лястовицови (Hirundinidae). Видът е незастрашен от изчезване.

## Разпространение
Разпространен е в Китай, Индия, Лаос, Малайзия, Мианмар, Непал, Пакистан, Тайланд и Виетнам.